# Zeche Ickern
Die Zeche Ickern war ein Steinkohlen-Bergwerk in Castrop-Rauxel und Waltrop.

## Geschichte
Im Jahre 1871 wurde die Gewerkschaft Victor in Rauxel gegründet, die unter der Führung von Friedrich Grillo und Ernst Waldthausen einen umfangreichen Grubenfeldbesitz zwischen Rauxel, Ickern, Henrichenburg und Waltrop erwarb.
Ab 1905 wurden die um Ickern herum gelegenen Grubenfelder "Ickern" und "Ickern Fortsetzung" in die Abbauplanung der Zeche Victor einbezogen. Umfangreiche Aufschlussarbeiten von der Förderschachtanlage Victor 3/4 ergaben, dass die Einrichtung einer eigenständigen Förderanlage sinnvoll war. 1908 wurde die Gewerkschaft Ickern gegründet, an der die Gewerkschaft Victor die Kuxenmehrheit hielt. 1910 ging die Gewerkschaft Ickern in den Besitz des Lothringer Hüttenvereins Aumetz-Friede AG über.
Im selben Jahr wurde mit dem Abteufen des Schachtes 1 begonnen (51° 35′ 38,9″ N, 7° 21′ 20,3″ O). Bedingt durch günstige Verhältnisse konnte der Schacht bereits 1912 in Förderung gehen. Der 1911 neben Schacht 1 begonnene Schacht 2 ging 1914 in Betrieb (51° 35′ 40,9″ N, 7° 21′ 23,8″ O). Er wurde zunächst nur als Wetterschacht eingerichtet.
Der Ausbau der Tagesanlagen der Zeche Ickern 1/2 erfolgte nach neuartigen technischen Aspekten. So wurde auf den Einsatz von Dampffördermaschinen verzichtet. Jede Antriebsmaschine wurde elektrisch gespeist. Dadurch entfiel beispielsweise die Errichtung eines großen Kesselhauses auf dem Zechengelände. Weiterhin wurde wegen der hohen Kokereikapazität der Zeche Victor auf den Bau einer eigenständigen Kokerei auf Ickern verzichtet. Die Förderung der Zeche entwickelte sich stetig und erreichte bald den Grenzwert von 1 Million Tonnen  pro Jahr.
Nach dem Ersten Weltkrieg wurden die Besitzverhältnisse neugeordnet, da der Lothringer Hüttenverein aufgrund der neuen politischen Situation zu erlöschen drohte. Peter Klöckner löste den Lothringer Hüttenverein 1922 auf und übernahm sowohl die Zeche Victor als auch die Zeche Ickern sowie einige weitere Bergwerksbetriebe in die Klöckner-Werke AG. Der Förderverbund Victor-Ickern wurde eingerichtet, nachdem die Zechen schon seit 1917 durch eine gemeinsame Geschäftsführung verbunden waren. 1923 erfolgte die einjährige Besetzung der Schachtanlage Ickern 1/2 durch französische Besatzungstruppen.
1938 wurde am südlichen Stadtrand von Waltrop der Schacht Ickern 3 abgeteuft, er diente zunächst als Seilfahrt- und Wetterschacht und ging 1942 in Betrieb (51° 36′ 24,1″ N, 7° 23′ 23,6″ O).
Nachdem die Zeche Victor im Zweiten Weltkrieg schwere Bombenschäden erlitten hatte, wurde der Förderverbund aufgelöst. Dies geschah unter anderem wegen der zunächst fraglichen Wiederaufbausituation der Förderstandorte Victor 1/2 und 3/4. Im Rahmen der Entflechtung der Klöckner-Werke wurden die beiden Zechen Victor und Ickern in eine eigene Betriebsführungs-Aktiengesellschaft überführt. Parallel zum Wiederaufbau der Victor-Schächte erfolgte der Ausbau der Schachtanlage Ickern 1/2 zur modernen Anschluss-Förderanlage.
Schacht Ickern 2 erhielt ein neues vollwandiges Strebengerüst zur Aufnahme einer Großraum-Gefäßförderung. Diese Gefäßförderung war über lange Zeit die größte im Ruhrrevier. 1949 bis 1951 wurde ebenfalls bei Waltrop der Schacht Ickern 4 niedergebracht (51° 36′ 28,89″ N, 7° 22′ 36,57″ O).
Zu dem Zeitpunkt betrug die Förderung der Zeche Ickern 1,1 Millionen Tonnen Fett- und Gaskohle bei 2.900 Beschäftigten. 1953 wurden die Zechen Victor und Ickern wieder in den Besitz der Klöckner-Werke zurückgeführt. 1955 wurde Schacht Ickern 3 zum zentralen Materialschacht ausgebaut. Im Rahmen der einsetzenden Kohlekrise wurde der Förderverbund Victor-Ickern wieder eingesetzt. Dies geschah 1962 zunächst unter vorläufiger Einstellung der Förderung auf Ickern und Konzentration auf Victor 3/4. Nach Eingang der Zechen Victor-Ickern in die Ruhrkohle AG 1968 wurde die Förderung zunehmend auf die Anlage Ickern 1/2 mit der leistungsfähigen Gefäßförderanlage verlagert. 1970 förderten die beiden Zechen zusammen 2,23 Millionen Tonnen Kohle jährlich.

## Stilllegung
Im Rahmen des Gesamtanpassungsplanes für den Ruhrbergbau wurde beschlossen, die Zeche Victor-Ickern zugunsten des Ausbaus der benachbarten Schachtanlagen aus der Förderung zu nehmen. Die bauwürdigen Restfelder im nördlichen Feldesbereich der Zeche Ickern wurden zum weiteren Aufschluss der Nachbarzeche Minister Achenbach in Lünen-Brambauer zugewiesen.
Am 30. September 1973 wurde die letzte Förderschicht auf Ickern 1/2 und auf Victor 3/4 gefahren. Die Schächte Ickern 1/2 wurden verfüllt. Ickern 3 und Ickern 4 wurden als Außenanlage von der Zeche Minister Achenbach übernommen. Die großen Fördergefäße des Schachtes Ickern 2 wurden an das Bergwerk Ibbenbüren verkauft.

## Heutiger Zustand
Die Tagesanlagen wurden nahezu restlos abgebrochen, ebenfalls die beiden Ickern-Außenschächte nach Stilllegung von Minister Achenbach im Jahre 1992. In einem erhaltenen Kauengebäude auf Ickern 1/2 befindet sich heute das AGORA Kulturzentrum. Erwähnenswert ist die hölzerne Gedenktafel vor dem Eingang. Die Namen der im Ersten Weltkrieg gefallenen Bergleute dieser Zeche sind in diese Holztafel geschnitzt. Davor steht eine hölzerne Hand mit einem Schwert. Die anfangs dort angebrachten Hakenkreuze wurden 1946 entfernt. Bis 1974 stand diese Tafel in der ehemaligen Lohnhalle, nach dem Abbruch von Ickern 1/2 begann eine Odyssee mit verschiedenen Aufbewahrungsorten. Durch Privatinitiative wurde die Tafel restauriert und in der Nähe des ursprünglichen Ortes aufgestellt.